# 노르셰시

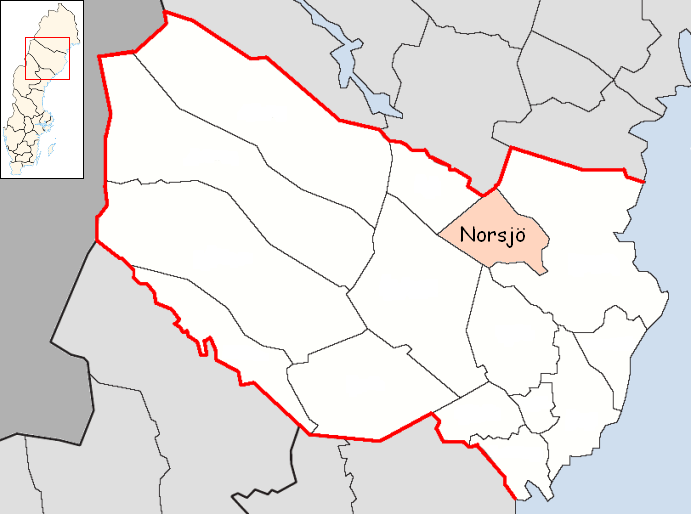
노르셰 시의 위치

노르셰시(스웨덴어: Norsjö kommun)는 스웨덴 베스테르보텐주에 위치한 지방 자치체로 행정 중심지는 노르셰이며 면적은 1,923.58km2, 인구는 4,125명(2016년 12월 31일 기준), 인구 밀도는 2.1명/km2이다.

시 문장